# Ghabbi-hu
Ghabbi-hu är en ö i Eritrea. Den ligger i den nordöstra delen av landet, 170 km nordost om huvudstaden Asmara. Arean är 8,7 kvadratkilometer.
Terrängen på Ghabbi-hu är mycket platt. Öns högsta punkt är 12 meter över havet. Den sträcker sig 5,5 kilometer i nord-sydlig riktning, och 3,2 kilometer i öst-västlig riktning.